# Kékúszójú tonhal
A kékúszójú tonhal (Thunnus thynnus) a sugarasúszójú halak (Actinopterygii) osztályának sügéralakúak (Perciformes) rendjébe, ezen belül a makrélafélék (Scombridae) családjába tartozó faj.
A Thunnus halnem típusfaja.

## Előfordulása
A kékúszójú tonhal az Atlanti-óceán nyugati és keleti részén, valamint a Földközi-tengerben és a Fekete-tenger déli felén honos. Az Atlanti-óceán nyugati felén a kanadai Új-Fundland és Labradortól a Karib-térségen és a Mexikói-öblön keresztül, egészen Venezueláig és Brazíliáig található meg. Ugyanennek az óceánnak a keleti felén, e tonhal elterjedése a norvégiai Lofotentől a Kanári-szigetekig tart. Mauritánia tengervizeiben is észlelték. Dél-Afrika mentén is van egy állománya.

## Megjelenése
A kifejlett állat testhossza átlagosan 200 centiméter, de 458 centiméteres példányt is fogtak már. A felnőttkort 97-110 centiméteresen éri el. Az eddigi legnehezebb példány 684 kilogrammot nyomott. A hátúszóján 12-14 tüske és 13-15 sugár, míg a farok alatti úszóján 13-16 sugár ül. 39 csigolyája van. A két hátúszó közül a második a magasabb. A mellúszói testéhez képest eléggé rövidek. Van úszóhólyagja. Az oldalai és hasi része ezüstös-fehérek, több színtelen keresztcsíkozással és pontozással. Az első hátúszó sárga vagy kékes, a második vörösesbarna színű. A farok alatti úszó és szürkéssárga fekete szegéllyel. A felnőtt halnál a farokúszó tövénél levő erősítő csontos képződmény fekete. Összetéveszthető főleg fiatal korában más tonhalakkal.

## Életmódja
Főleg nyílt vízi halfaj, de néha a brakkvízbe is beúszik. A felszíntől egészen 985 méter mélységig található meg, de általában 100 méter mélyen tartózkodik. A 3-30 Celsius-fok között érzi jól magát. Tápláléka apró halakból és tengeri puhatestűekből áll. A rajokat azonos korú fajtársaival, vagy azonos méretű rokon fajokkal alkotja.
Legfeljebb 32 évig él.

## Szaporodása
Az ívási időszakban a nőstény 1-2 naponként rak ikrákat. Becslések szerint egy 205 centiméteres nőstény 13-15 millió ikrát rakhat. Általában nyáron ívik. Az ikrából körülbelül 2 napon belül kell ki az ivadék. A szikzacskós állapot 32 órát tart, míg a lárva-ivadék 30 napot. Az ikra 1 milliméter átmérőjű, a lárva-ivadék 2,8 milliméter hosszú. Általában ott ívik, ahol kikelt az ikrából.

## Veszélyeztetettsége, felhasználása
A kékúszójú tonhal rajta van a vándorló tengeri halakat védelmező, úgynevezett Annex I of the 1982 Convention on the Law of the Sea határozat listáján; ennek ellenére ipari méretben halásszák. A túlhalászás miatt kihalás fenyegeti. Japánban tenyésztik is. Frissen, főzve vagy konzervbe tárolva árusítják. A sporthorgászok is kedvelik.

## Érdekesség
A horvát 2 kunás érmének a fejoldalán megtalálható a hal képe.

## Képek

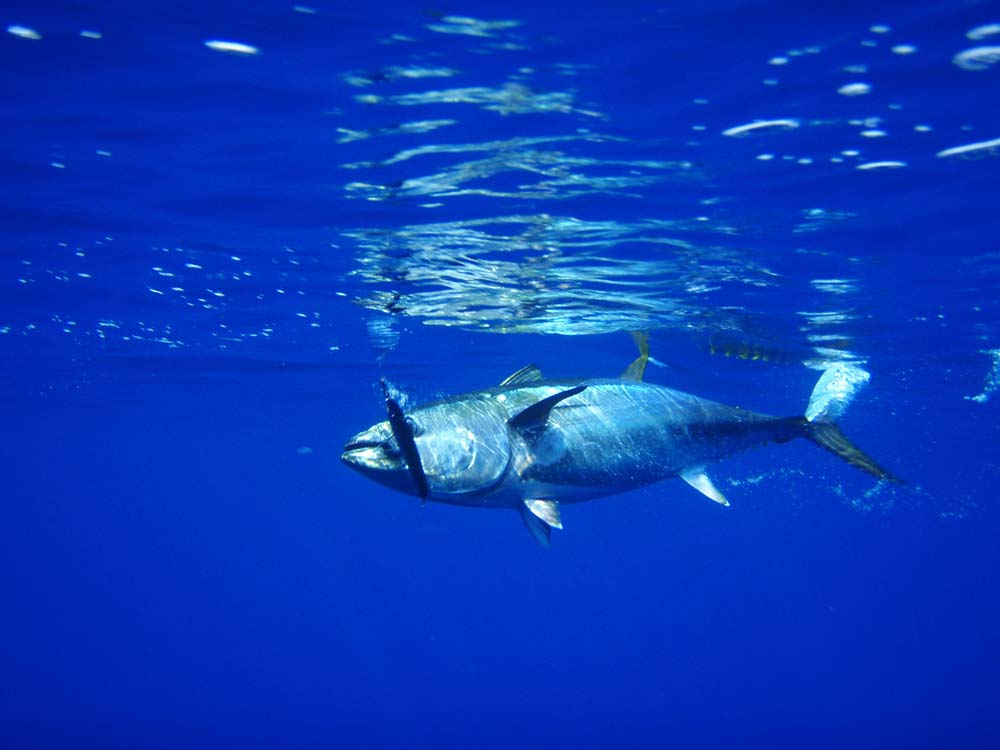
Horogra akadva
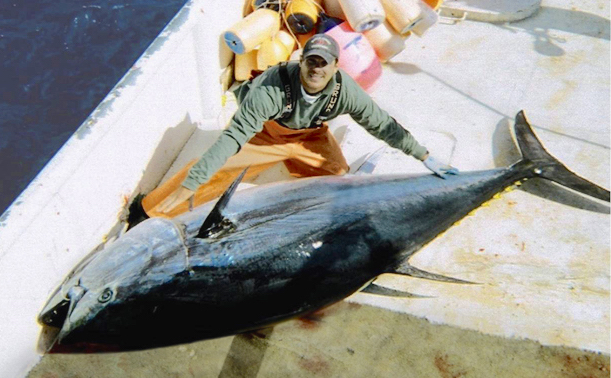
Kifogott
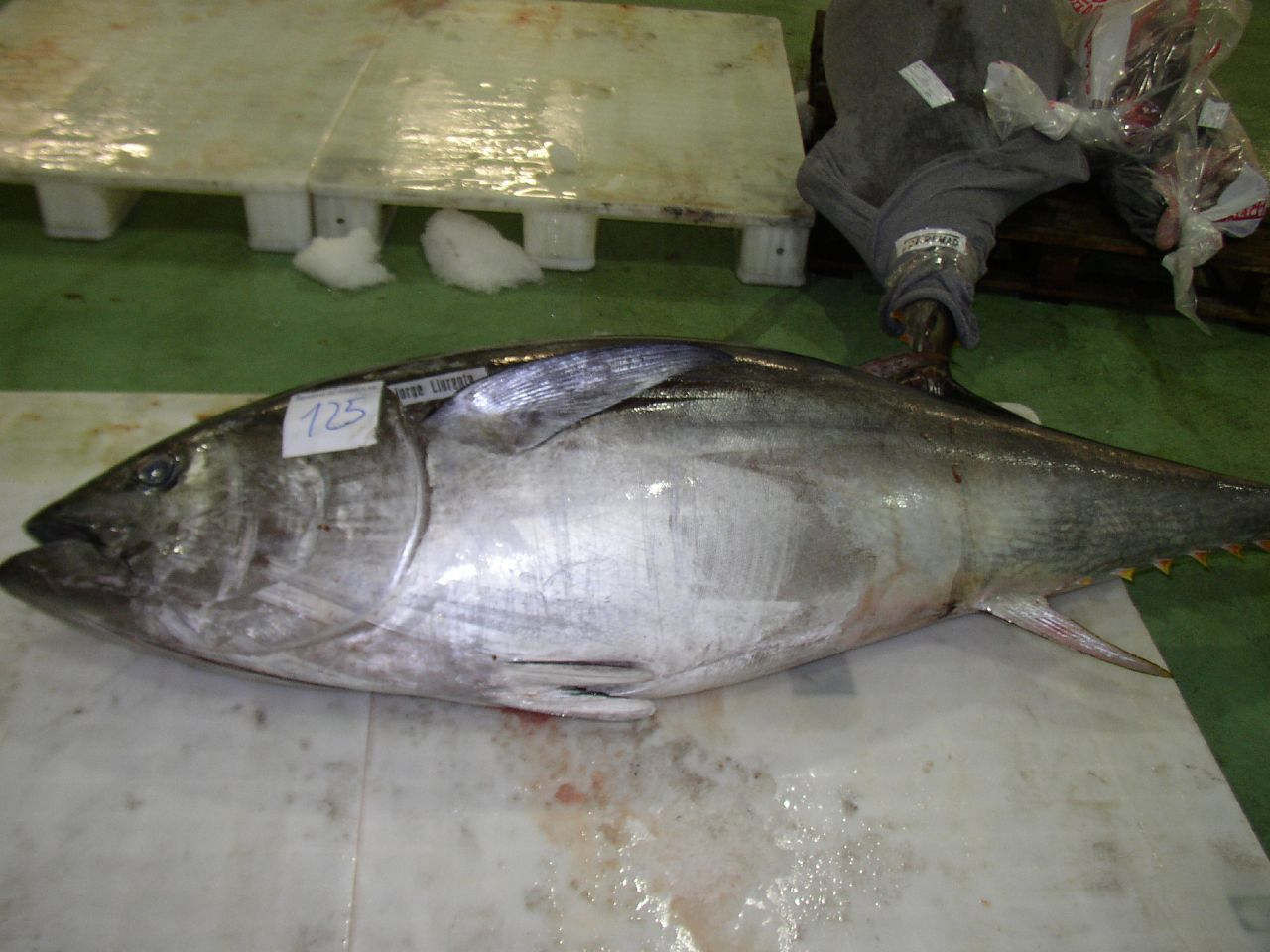
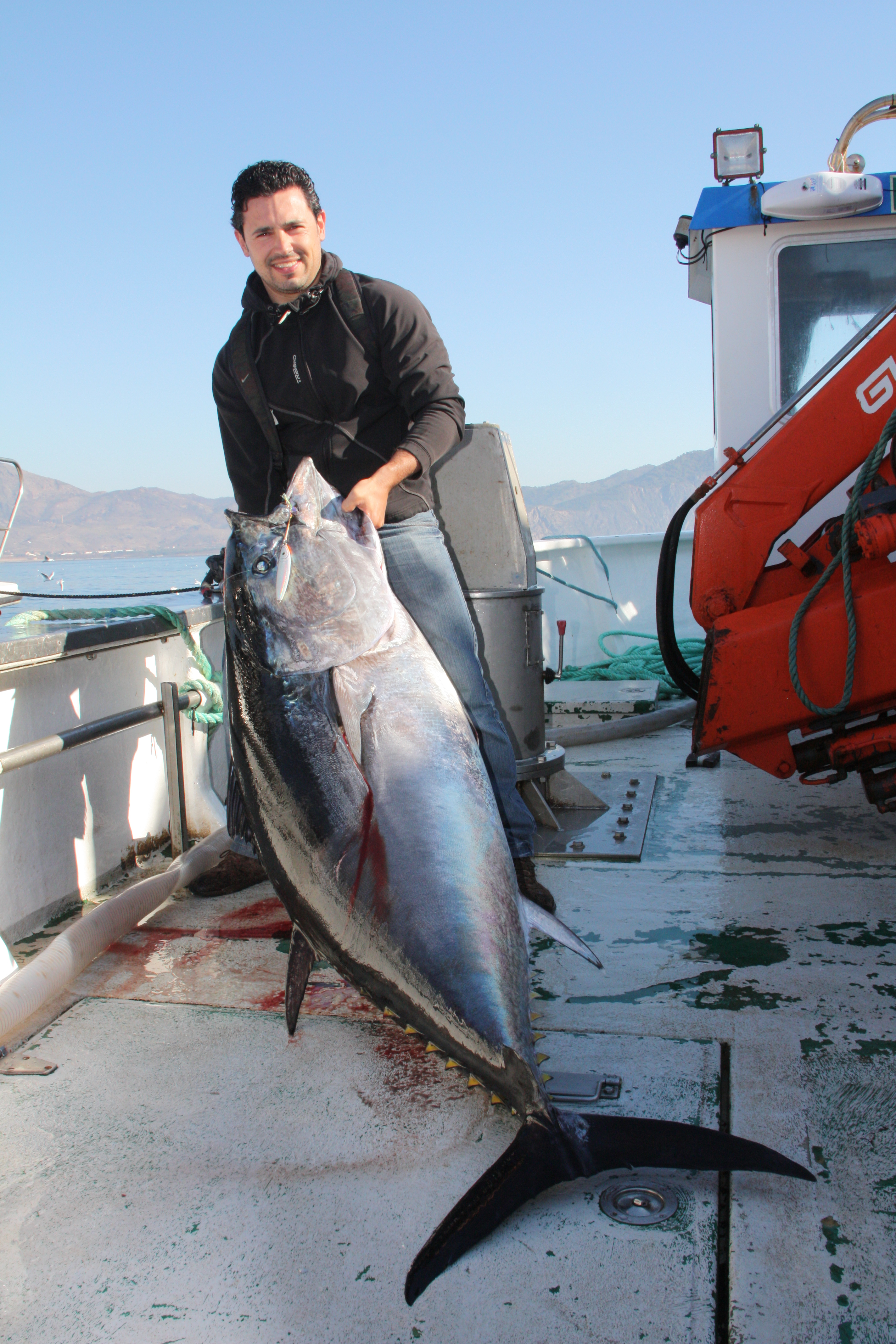
példányok
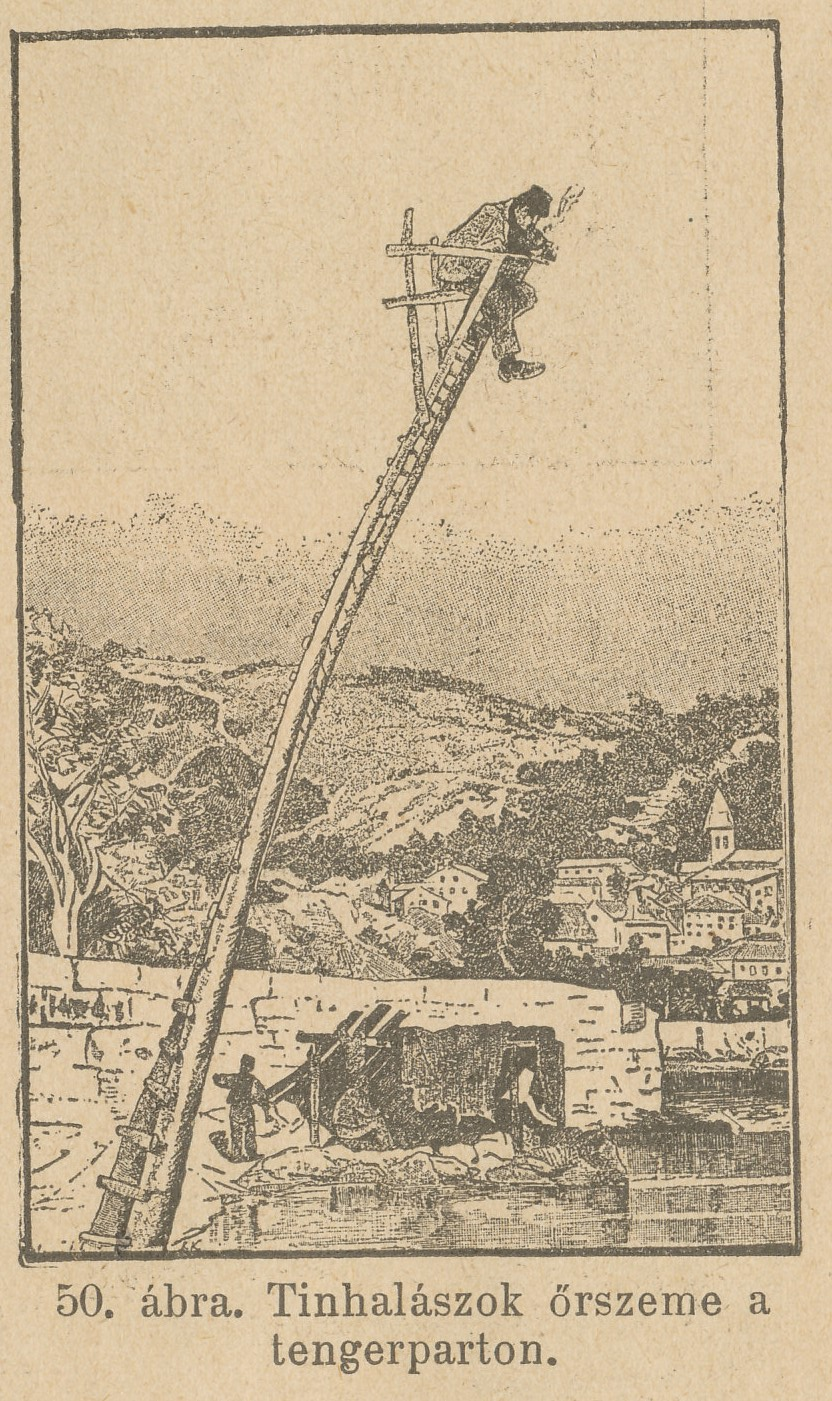
Tonhalász őrszem Horvátország (Némethy Károly tankönyvében, 1910)
- Videó a faj egy rajáról